# برنارد اورمانفسکی
برنارد اورمانفسکی (انگلیسی: Bernard Ormanowski؛ ۱۰ نوامبر ۱۹۰۷ – ۷ دسامبر ۱۹۸۴) قایقران روئینگ اهل لهستان بود.
وی در مسابقات کشوری و بین‌المللی در مجموع برندهٔ ۱ مدال برنز شده‌است.